# Sinus coronaire (cœur)
Pour les articles homonymes, voir Sinus coronaire.
Le sinus coronaire (du cœur) est une veine cardiaque située dans le sillon coronaire. 

## Origine
Le sinus coronaire est formé par la jonction à l'arrière du cœur de la grande veine  du cœur et de la veine oblique de l'atrium gauche entre l'atrium et le ventricule gauche.

## Trajet
Le sinus coronaire chemine transversalement dans le sillon atrio-ventriculaire sur une longueur d'environ 3 cm. Son diamètre est de l'ordre du centimètre.
Au cours de son trajet, il reçoit :
- la veine postérieure du ventricule gauche,
- la veine cardiaque moyenne,
- la petite veine cardiaque.

## Drainage
Le sinus coronaire débouche dans l'atrium droit entre l'orifice de la valve tricuspide et l'orifice de la veine cave inférieure. Il draine le sang venant du myocarde et des artères coronaires.

## Aspect clinique
En électrophysiologie cardiaque, une sonde peut être montée à son niveau, permettant de déterminer la position précise d'une voie accessoire (faisceau de Kent) de la paroi latérale du ventricule gauche lors de certaines formes de syndrome de Wolff-Parkinson-White), afin de diriger une ablation par radiofréquence de cette voie.
Dans le cadre d'une resynchronisation cardiaque, le positionnement d'une sonde dans le sinus coronaire permet de stimuler le ventricule gauche.
En cas d'angine de poitrine réfractaire aux autres traitements, la réduction du calibre du sinus coronaire par implantation d'une prothèse dans ce dernier permet l'amélioration des symptômes.